# Centre ville (album de Calogero)
Albums de Calogero
Liberté chérie
(2017) A.M.O.U.R
(2023)
Singles
1. On fait comme si
Sortie : 27 mars 2020
2. La rumeur
Sortie : 9 juillet 2020
3. Celui d'en bas
Sortie : 18 septembre 2020
4. Centre ville
Sortie : 2021

Centre ville est le huitième album studio de Calogero sorti le 4 décembre 2020. Cet album devait initialement sortir le 6 novembre 2020, mais en raison des mesures gouvernementales liées à la pandémie de Covid-19, notamment le reconfinement de novembre, la sortie a dû être repoussée de quatre semaines. Sur la pochette, on peut voir Calogero, marchant dans les rues de Paris, de nuit, devant une voiture. Une réédition de l'album est à paraître pour l'été 2022.
La rumeur et Celui d'en bas sont les deux singles extraits de cet album. On fait comme si, sortie en single le 27 mars 2020, est une chanson caritative écrite durant le premier confinement dans laquelle l'artiste rend hommage aux soignants qui luttent contre l'épidémie.

## Liste des titre
| No  | Titre                | Paroles         | Musique               | Durée |
| --- | -------------------- | --------------- | --------------------- | ----- |
| 1.  | C'était mieux après  | Paul École      | Calogero              | 4:20  |
| 2.  | Mauvais perdant      | Benjamin Biolay | Calogero              | 3:57  |
| 3.  | Centre ville         | Benjamin Biolay | Calogero              | 3:34  |
| 4.  | Celui d'en bas       | Paul École      | Calogero              | 5:20  |
| 5.  | Vidéo                | Bruno Guglielmi | Calogero              | 4:51  |
| 6.  | Le Temps             | Paul École      | Calogero - Gioacchino | 3:55  |
| 7.  | La Rumeur            | Paul École      | Calogero              | 3:43  |
| 8.  | Peut-être            | Inès Barbier    | Calogero              | 3:02  |
| 9.  | Cinq heures et quart | Marie Bastide   | Calogero              | 4:27  |
| 10. | On fait comme si     | Bruno Guglielmi | Calogero              | 4:12  |
| 11. | Titanic              | Pierre Riess    | Calogero              | 4:10  |
| 12. | Stylo vert           | Paul École      | Calogero - Gioacchino | 4:20  |

## Clips vidéos
- On fait comme si : 27 mars 2020
- La rumeur : 27 août 2020
- Celui d'en bas : 17 novembre 2020
- Centre ville : 22 mars 2021
- Le temps (avec Rufus Wainwright) : 24 août 2021
- C'était mieux après : 5 mai 2022

## Réédition
Le 9 septembre 2022 sort la réédition de l'album qui contient 12 titres supplémentaires.
| No  | Titre                                    | Paroles            | Musique                            | Durée |
| --- | ---------------------------------------- | ------------------ | ---------------------------------- | ----- |
| 13. | Le fil de fer                            | Zazie              | Calogero                           | 3:44  |
| 14. | C'était mieux après (Piano/Voix)         | Paul École         | Calogero                           | 3:06  |
| 15. | Manureva (Reprise)                       | Serge Gainsbourg   | Alain Chamfort - Jean-Noël Chaléat | 4:49  |
| 16. | Utile (Reprise)                          | Étienne Roda-Gil   | Julien Clerc                       | 2:58  |
| 17. | L'amitié (Reprise)                       | Jean-Max Rivière   | Gérard Bourgeois                   | 2:36  |
| 18. | Le temps (Bonus - avec Rufus Wainwright) | Paul École         | Calogero - Gioacchino              | 3:17  |
| 19. | Mauvais perdant (Acoustique)             | Paul École         | Calogero                           | 3:52  |
| 20. | L'instinct (Maquette)                    | Paul École         | Calogero                           | 3:22  |
| 21. | La rosée (avec Cyril Mokaiesh)           | Cyril Mokaiesh     | Cyril Mokaiesh - Daniel Lucarini   | 3:09  |
| 22. | Double Papa (avec Aldebert)              | Guillaume Aldebert | Guillaume Aldebert                 | 3:28  |
| 23. | À perte de vue (Mix 2021)                | Paul École         | Calogero                           | 4:04  |
| 24. | La rumeur (Live)                         | Paul École         | Calogero                           | 3:43  |

## Musiciens
- Calogero : chant, piano, guitare

## Classements
| Classement (2020)                       | Meilleure position |
| --------------------------------------- | ------------------ |
| Belgique (Wallonie Ultratop 50 Singles) | 1                  |
| France (SNEP)                           | 1                  |
| Suisse (Schweizer Hitparade)            | 8                  |